# Studio 60 on the Sunset Strip
Studio 60 on the Sunset Strip é uma série de televisão estado-unidense dos gêneros drama e comédia. A primeira temporada da série foi ao ar entre os dias 18 de setembro de 2006 e 28 de junho de 2007 na NBC. Apesar de ter recebido indicações para vários prêmios importantes, Studio 60 não foi renovado para uma nova temporada devido à sua baixa audiência. Studio 60 foi criado por Aaron Sorkin e produzido por Thomas Schlamme.
A série mostra os bastidores de um programa similar ao Saturday Night Live, também da NBC. Em Portugal foi transmitida pelo canal FX. No Brasil, a série foi transmitida pelo canal Warner Channel e também na TV aberta, pelo SBT.

## Prêmios
Studio 60 recebeu cinco indicações aos Emmy Awards das quais venceu apenas uma, quatro aos Satellite Awards e uma ao Globos de Ouro. O seriado perdeu os prêmios Satellite Golden Globe. Apesar das várias indicações que recebeu, o seriado não conseguiu receber nenhuma nas "categorias principais".